# That Song in My Head
That Song in My Head è un brano musicale della cantante country statunitense Julianne Hough, scelto come primo singolo promozionale dal suo album d'esordio.

## Classifiche
| Classifica (2008)                | Posizione massima |
| -------------------------------- | ----------------- |
| U.S. Billboard Hot 100           | 88                |
| U.S. Billboard Pop 100           | 84                |
| U.S. Billboard Hot Country Songs | 18                |